# Симкинс, Максвелл
Максвелл Симкинс (англ. Maxwell Simkins; род. 17 октября 2006, Филадельфия) — американский ребёнок-актёр.

## Биография
Симкинс стал сниматься в кино в возрасте шести лет. Первый фильм с его участием, кинокомедия Роб Райнера «А вот и она», вышел на экраны в 2014 году. Затем Симкинс снялся в комедии 2015 года «Любите Куперов» и драме 2017 года «Книга Генри». С 2018 по 2019 год он играл повторяющуюся роль в телесериале канала Disney «Пейдж и Фрэнки». В комедийном боевике 2019 года «Ким Пять-с-плюсом». Затем присоединился к основному актёрскому составу сериала «Могучие утята», который является ремейком одноимённого фильма 1992 года и выйдет на стриминговом сервисе Disney+ в 2021 году.